# Cardo

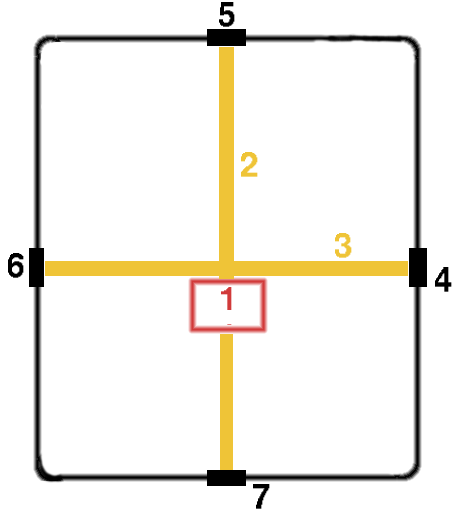
Skiss för ett romerskt härläger (castrum). Det finns fyra portar: praetoria, (5); decumana (7), dextera (4) och sinistra (6). Decumanus maximus (2) går mellan portarna praetoria och decumana, medan Cardo maximus (3) förbinder portarna dextera och sinistra. Nära hjärtpunkten cardo ligger praetorium (1), som i en följande stadsutveckling blir platsen för stadstorget, forum.

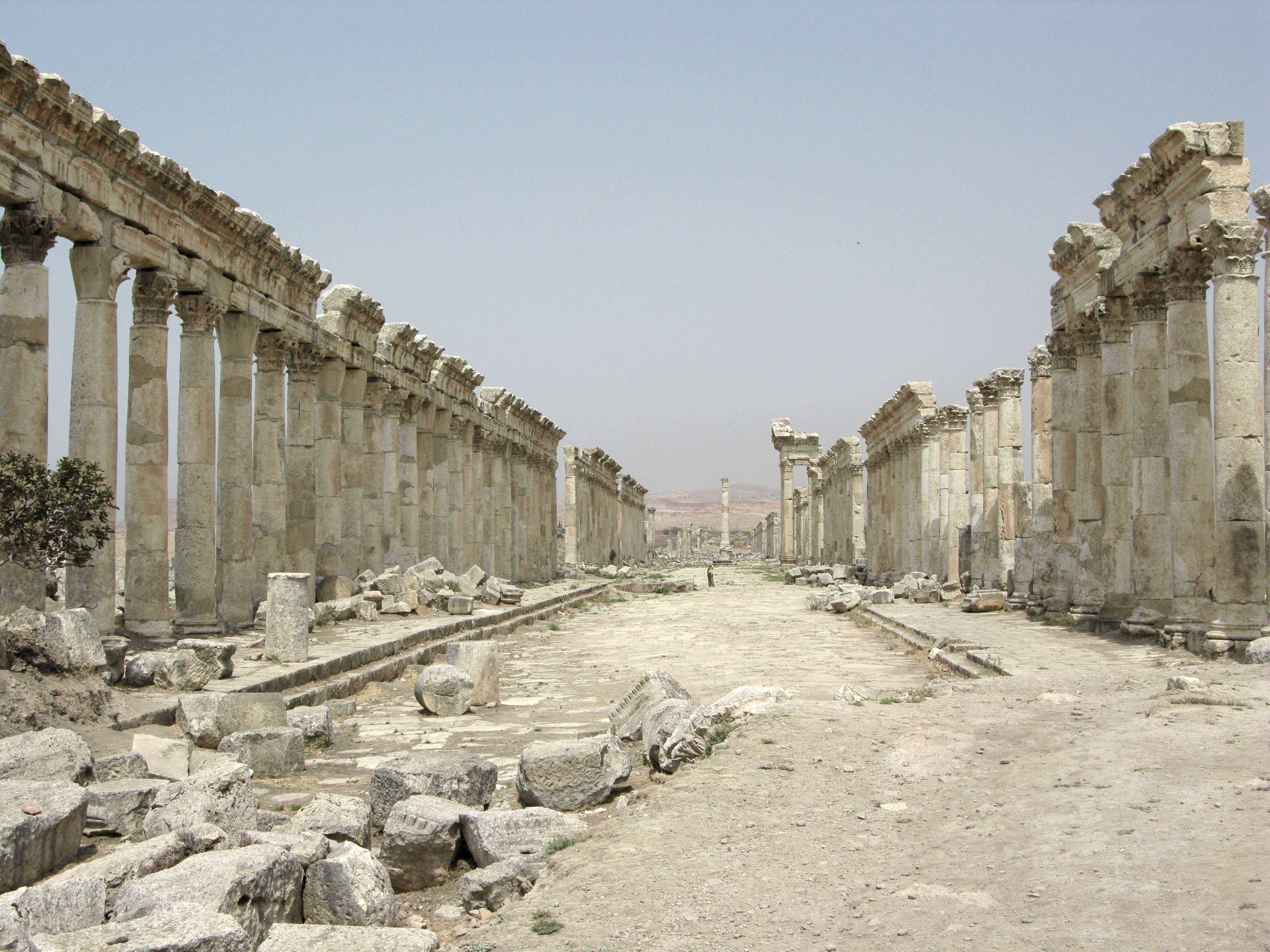
Cardo i Apamea, Syrien

Cardo (från grekiskans καρδίᾱ, "hjärta"), eller Cardo maximus, är benämningen på den nord/sydliga huvudgatan i en romersk stad eller ett romerskt härläger (castrum). Den öst/västliga huvudgatan kallades Decumanus Maximus. Gatorna korsade varandra i en mittpunkt, som vid platsens anläggande mätts in med instrumentet groma. Stadscentrumet, forum, anlades oftast vid eller nära korsningen.
I många kvarlevande, tidigare romerska städer finns Cardo kvar i ursprunglig sträckning, som i Jerusalem, Poreč i Kroatien, Hohe Strasse i Köln, och rue Sainte-Catherine i Bordeaux.

## Bildgalleri

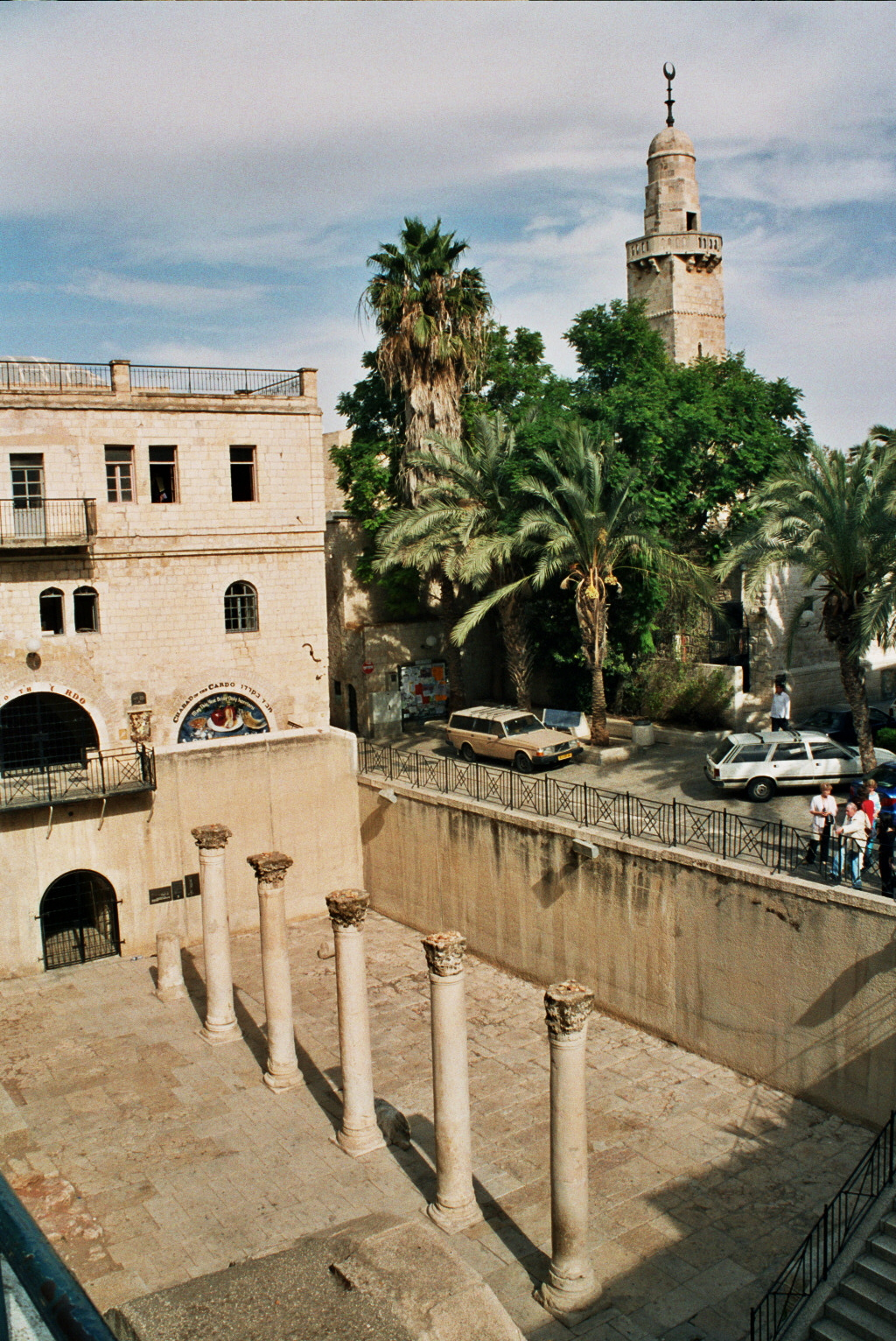
Cardo i Jerusalem
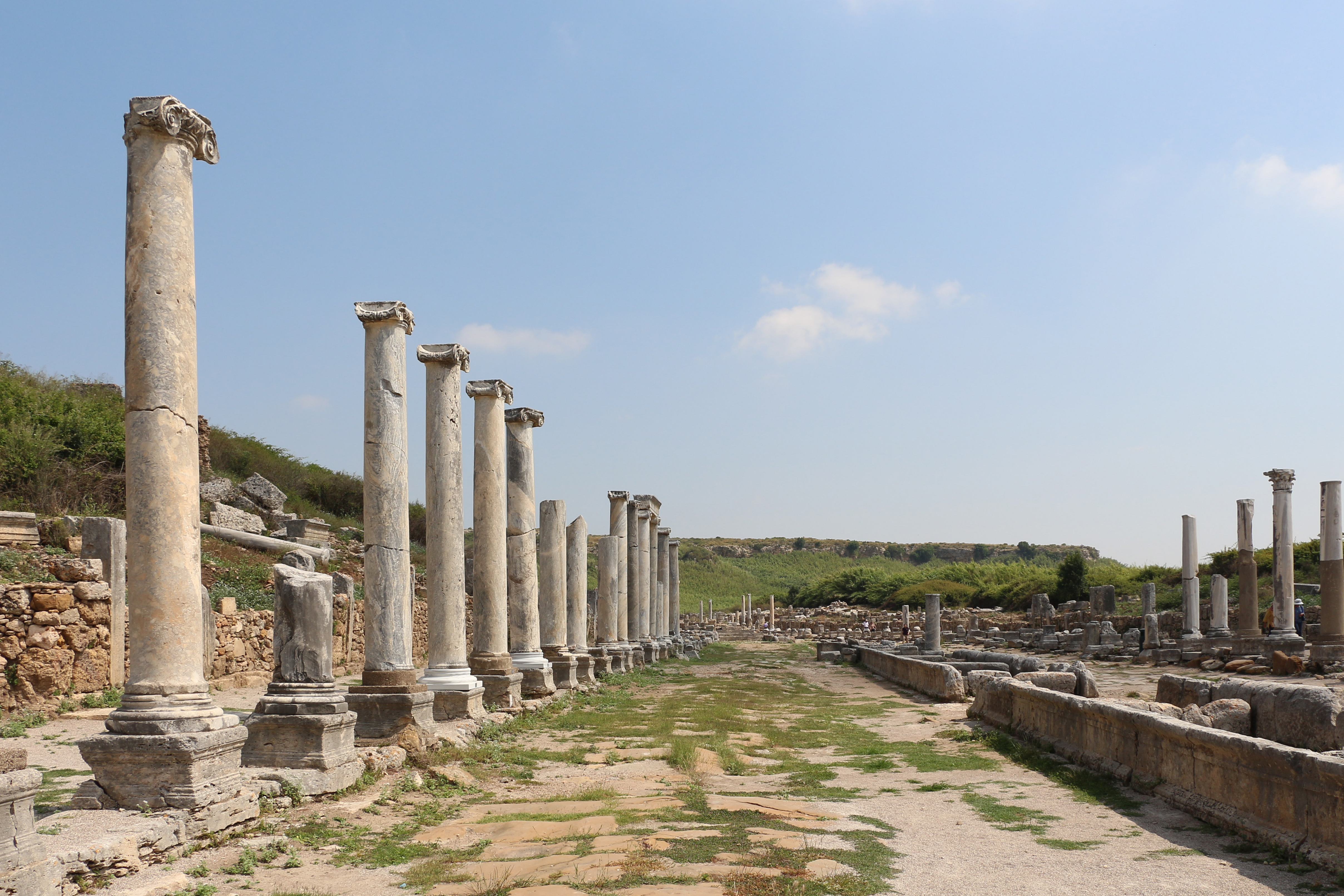
Cardo i Pergé, Turkiet
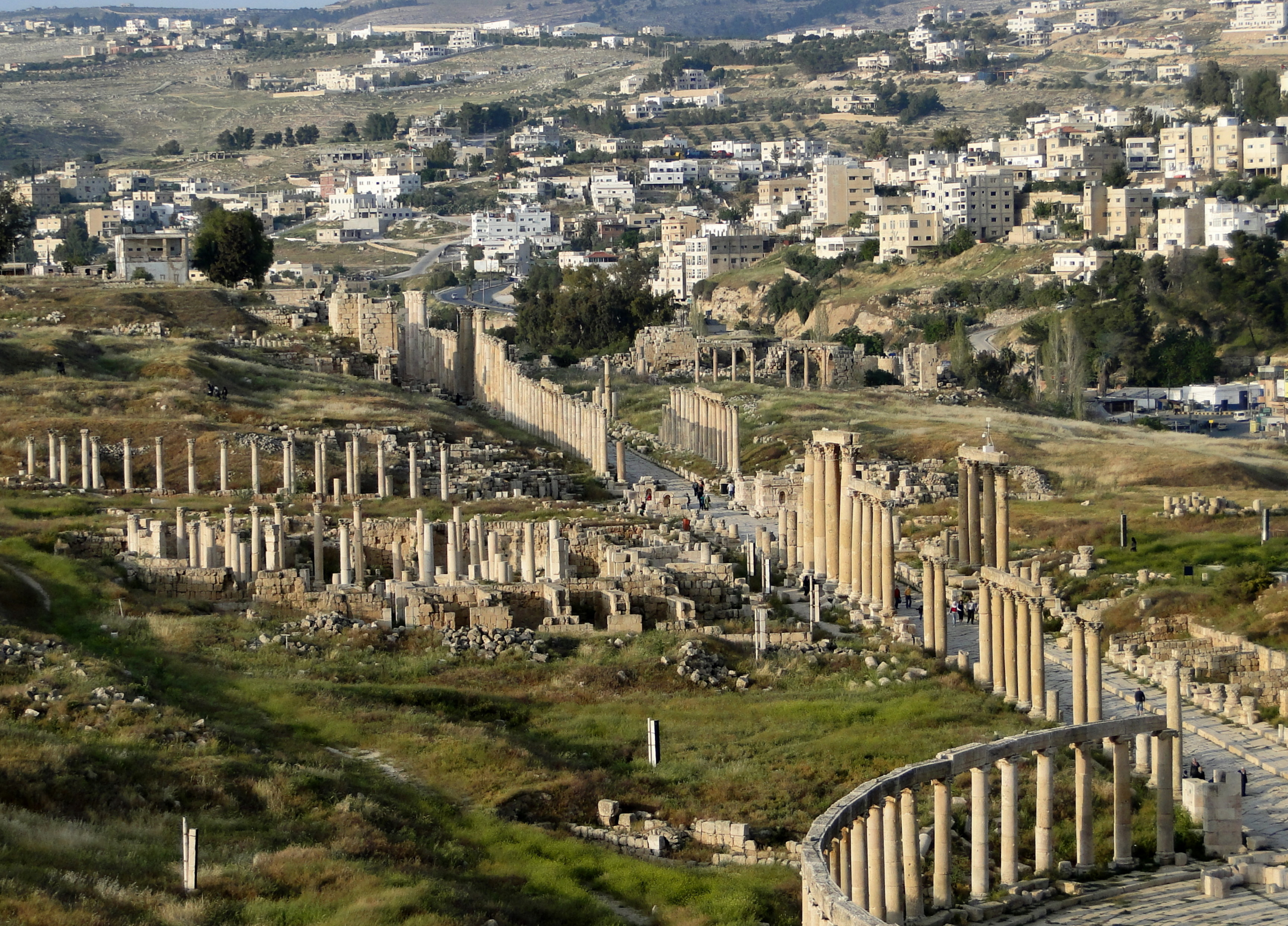
Cardi i Jarash, Jordanien
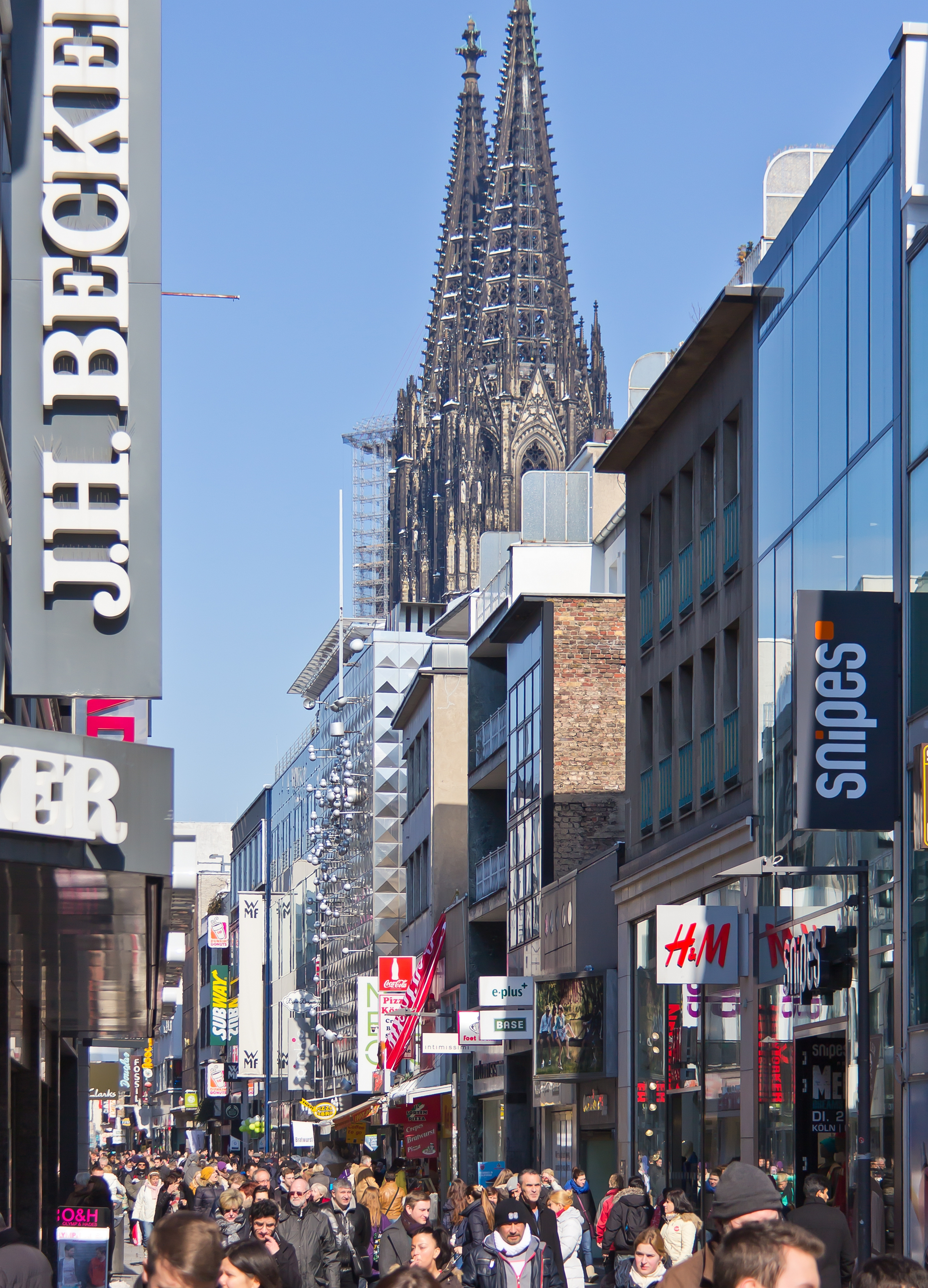
Hohe Strasse, Köln
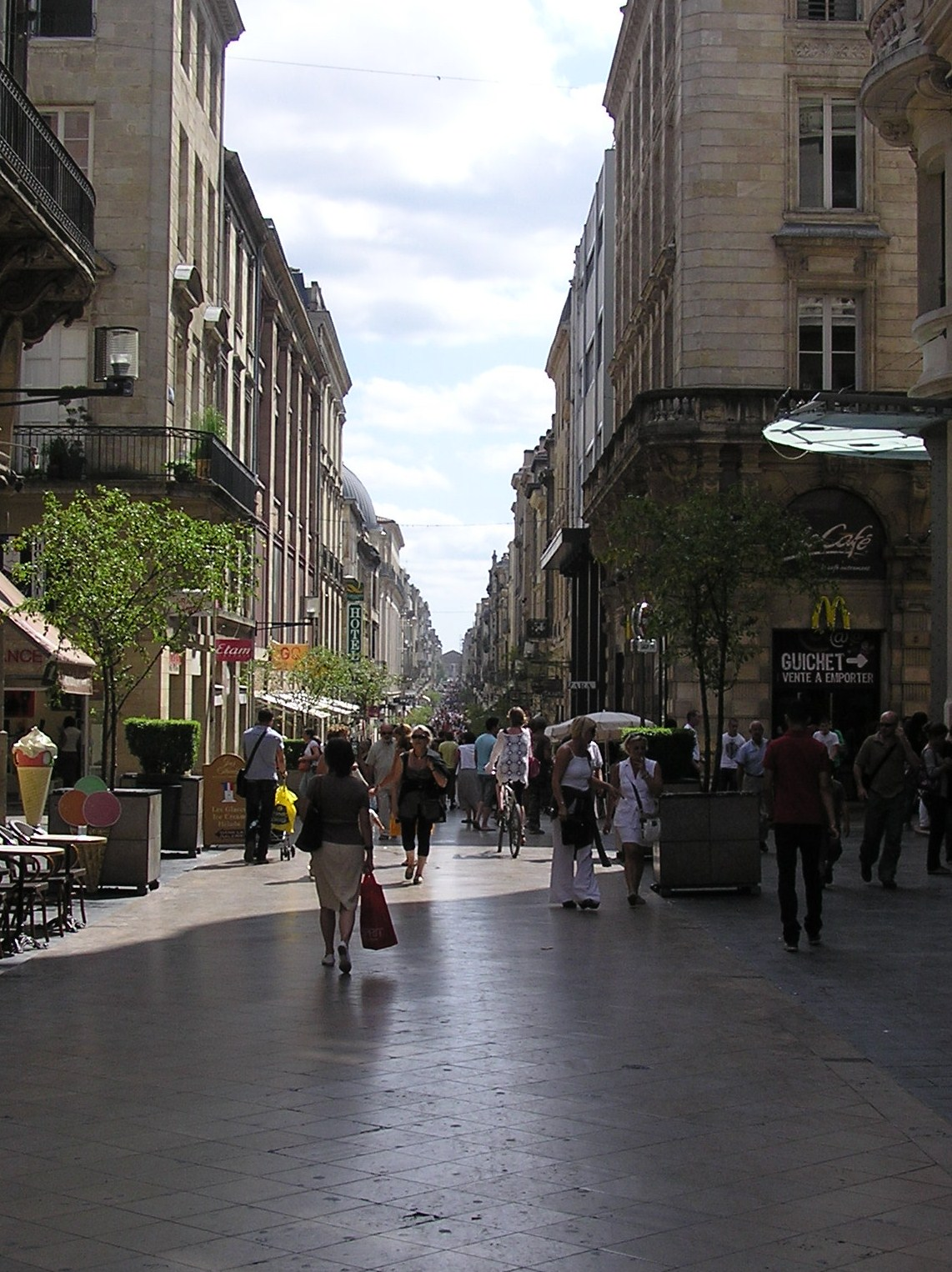
Rue Sainte-Catherine, Bordeaux